# Heteroscotolemon australis
Genre
Espèce
Heteroscotolemon australis, unique représentant du genre Heteroscotolemon, est une espèce d'opilions laniatores de la famille des Zalmoxidae.

## Distribution
Cette espèce est endémique de Guyane. Elle se rencontre vers le bas Oyapock.

## Description
Le mâle holotype mesure 6 mm.

## Publication originale
- Roewer, 1912 : « Die Familien der Assamiiden und Phalangodiden der Opiliones-Laniatores. (= Assamiden, Dampetriden, Phalangodiden, Epedaniden, Biantiden, Zalmoxiden, Samoiden, Palpipediden anderer Autoren). » Archiv für Naturgeschichte, sér. A, vol. 78, no 3, p. 1–242 (texte intégral).